# 3407 Jimmysimms
A 3407 Jimmysimms (ideiglenes jelöléssel 1973 DT) a Naprendszer kisbolygóövében található aszteroida. Luboš Kohoutek fedezte fel 1973. február 28-án.